# تشاه موري (كوهستان)
تشاه موري (بالفارسية: چاه موری) هي قرية تقع في إيران في Kuhestan Rural District. يقدر عدد سكانها بـ 18 نسمة بحسب إحصاء 2016.